# KGP-9
El KGP-9 es un subfusil húngaro utilizado por las fuerzas militares y guardias de prisión de Hungría. Opera mediante el mecanismo básico de retroceso, y dispara el popular cartucho 9 x 19 Parabellum a cerrojo abierto. Está construido con chapa de acero, reforzada con piezas de fundición. Dispara con un mecanismo de martillo y un percutor flotante contenido en el cerrojo. Posee una cadencia de disparo de 900 disparos/minuto.
Una característica interesante de esta arma, es que el cañón estándar puede ser reemplazado por uno más largo, transformando el arma en una Carabina con mayor alcance que un subfusil. Existe una variante civil, capaz de disparar sólo en modo semiautomático.